# Складкообразование
Складкообразование — процесс деформации слоёв земной коры без нарушения их сплошности (без разрыва), происходящий под влиянием тектонических движений и отчасти экзогенных процессов и приводящий к возникновению в пластах горных пород «складок» (складчатых дислокаций) — изгибов разного масштаба и формы.
В глобальном масштабе процесс складкообразования имеет непрерывно-прерывистый характер и приводит к образованию складчатых областей и горных складчатых систем различной высоты и протяжённости.
На протяжении геологической истории Земли выделяется несколько периодов усиления складкообразования, называемых эпохами складчатости или тектогенеза.